# Новая Деревня (Усть-Ишимский район)
Но́вая Дере́вня — деревня в Усть-Ишимском районе Омской области России. Входит в состав Большетебендинского сельского поселения.

## География
Деревня находится в северо-западной части части Омской области, в пределах Ишимской равнины, являющейся частью Западно-Сибирской равнины, на берегу реки Иртыш.

### Часовой пояс
Новая Деревня, как и вся Омская область, находится в часовой зоне МСК+3. Смещение применяемого времени относительно UTC составляет +6:00.

## История
Основана в 1620 году. В 1926 году состояла из 48 хозяйств, основное население — русские. В административном отношении деревня являлась центром Новодеревенского сельсовета Усть-Ишимского района Тарского округа Сибирского края.
В соответствии с Законом Омской области от 30 июля 2004 года № 548-ОЗ «О границах и статусе муниципальных образований Омской области» деревня вошла в состав образованного муниципального образования «Большетебендинское сельское поселение».

## Население
| 1926 | 2010 |
| ---- | ---- |
| 201  | ↘2   |

## Инфраструктура
Личное подсобное хозяйство.